# John Horn (tennis)
John Alfred Thomas Horn est un joueur britannique de tennis, né le 6 novembre 1931 à Londres et mort le 26 août 2001.

## Palmarès
Vainqueur du tournoi de Wimbledon junior en 1950.